# ICOSLG
ICOSLG (англ. Inducible T-cell costimulator ligand) – білок, який кодується однойменним геном, розташованим у людей на короткому плечі 21-ї хромосоми. Довжина поліпептидного ланцюга білка становить 302 амінокислот, а молекулярна маса — 33 349.
| 10         |  | 20         |  | 30         |  | 40         |  | 50         |
| ---------- |  | ---------- |  | ---------- |  | ---------- |  | ---------- |
| MRLGSPGLLF |  | LLFSSLRADT |  | QEKEVRAMVG |  | SDVELSCACP |  | EGSRFDLNDV |
| YVYWQTSESK |  | TVVTYHIPQN |  | SSLENVDSRY |  | RNRALMSPAG |  | MLRGDFSLRL |
| FNVTPQDEQK |  | FHCLVLSQSL |  | GFQEVLSVEV |  | TLHVAANFSV |  | PVVSAPHSPS |
| QDELTFTCTS |  | INGYPRPNVY |  | WINKTDNSLL |  | DQALQNDTVF |  | LNMRGLYDVV |
| SVLRIARTPS |  | VNIGCCIENV |  | LLQQNLTVGS |  | QTGNDIGERD |  | KITENPVSTG |
| EKNAATWSIL |  | AVLCLLVVVA |  | VAIGWVCRDR |  | CLQHSYAGAW |  | AVSPETELTG |
| HV         |  |            |  |            |  |            |  |            |

A: Аланін

C: Цистеїн

D: Аспарагінова кислота

E: Глутамінова кислота

F: Фенілаланін

G: Гліцин

H: Гістидин

I: Ізолейцин

K: Лізин

L: Лейцин

M: Метіонін

N: Аспарагін

P: Пролін

Q: Глутамін

R: Аргінін

S: Серин

T: Треонін

V: Валін

W: Триптофан

Задіяний у таких біологічних процесах, як адаптивний імунітет, імунітет, альтернативний сплайсинг. 
Локалізований у клітинній мембрані, мембрані.